# Communauté de communes du Montmorillonnais
Die Communauté de communes du Montmorillonnais ist ein ehemaliger französischer Gemeindeverband mit der Rechtsform einer Communauté de communes im Département Vienne in der Region Nouvelle-Aquitaine. Sie wurde am 23. Dezember 1993 gegründet und umfasste 37 Gemeinden. Der Verwaltungssitz befand sich im Ort Montmorillon.

## Historische Entwicklung
Mit Wirkung vom 1. Januar 2017 fusionierte der Gemeindeverband mit der Communauté de communes du Lussacois und bildete so die Nachfolgeorganisation Communauté de communes Vienne et Gartempe. Dieser schlossen sich auch weitere Gemeinden aus anderen aufgelösten Verbänden an.

## Ehemalige Mitgliedsgemeinden
1. Adriers
2. Antigny
3. Asnières-sur-Blour
4. Availles-Limouzine
5. Béthines
6. Bourg-Archambault
7. Brigueil-le-Chantre
8. Coulonges
9. Haims
10. L’Isle-Jourdain
11. Jouhet
12. Journet
13. Lathus-Saint-Rémy
14. Liglet
15. Luchapt
16. Mauprévoir
17. Millac
18. Montmorillon
19. Moulismes
20. Moussac
21. Mouterre-sur-Blourde
22. Nalliers
23. Nérignac
24. Pindray
25. Plaisance
26. Pressac
27. Queaux
28. Saint-Germain
29. Saint-Léomer
30. Saint-Martin-l’Ars
31. Saint-Savin
32. Saulgé
33. Thollet
34. La Trimouille
35. Usson-du-Poitou
36. Le Vigeant
37. Villemort